# 江口漢墓群
江口漢墓群位於重慶市武隆縣江口鎮柿坪村一組，文物遺址年代為漢代，2009年12月15日列為第二批重慶市文物保護單位。